# 針摺
針摺（はりすり）は、福岡県筑紫野市にある地名。住居表示が実施している針摺北と針摺中央一丁目から針摺中央二丁目と針摺西一丁目から二丁目と針摺東一丁目から五丁目と針摺南一丁目から二丁目がある。郵便番号は針摺北が818-0085、針摺中央が818-0083、針摺西が818-0084、針摺東が818-0081、針摺南が818-0082。2025年（令和7年）1月末日現在の人口は針摺北が333人、針摺中央が2,151人、針摺西が1,357人、針摺東が2,622人、針摺南が750人。

## 概要
筑紫野市の中心部に位置し、北側は石崎・紫と太宰府市、東側は牛島、南側は永岡、南西側は俗明院、西側は立明寺と接する。

## 歴史
1889年（明治22年）の町村制施行により御笠郡山口村及び筑紫村及び御笠村が成立。1896年（明治29年）4月1日の郡制施行により御笠郡は席田郡・那珂郡とともに筑紫郡となったため筑紫郡山口村及び筑紫郡筑紫村及び筑紫郡御笠村となる。1955年（昭和30年）3月1日に山口村及び筑紫村及び御笠村は二日市町・山家村と合併し筑紫野町となる。1972年（昭和47年）4月1日に筑紫野町は市制施行し筑紫野市となる。

### 町域の変遷
| 町名町界整理実施後       | 実施年月日         | 住居表示実施前                             |
| ------------------------ | ------------------ | ------------------------------------------ |
| 針摺北                   | 2006年（平成18年） | 大字針摺の一部                             |
| 針摺中央一丁目から二丁目 | 2006年（平成18年） | 大字針摺・石崎の各一部                     |
| 針摺西一丁目から二丁目   | 2006年（平成18年） | 大字針摺・石崎・立明寺の各一部             |
| 針摺東一丁目から五丁目   | 2006年（平成18年） | 大字針摺・石崎・立明寺・牛島・永岡の各一部 |
| 針摺南一丁目から二丁目   | 2006年（平成18年） | 大字針摺・永岡の各一部                     |

## 施設
- 福岡県立筑紫高等学校
- 筑紫野市立筑紫野中学校
- ゆめタウン筑紫野

## 交通

### 道路
- 国道3号
- 福岡県道31号福岡筑紫野線
- 福岡県道112号福岡日田線

### 鉄道
- JR鹿児島本線天拝山駅
- 西鉄天神大牟田線朝倉街道駅

### バス
- 西鉄バス